# Beautiful Day
Beautiful Day is een nummer van de Ierse rockband U2. De single was U2's eerste nummer 1-hit ooit in de Nederlandse Top 40, sinds de band 18 jaar eerder de eerste single in de Benelux uitbracht. Het nummer werd Alarmschijf en stond 17 weken in de Top 40, waarvan twee weken op nummer 1. Hij stond dankzij airplay drie weken voor release al in deze hitlijst, wat een record was. Nadat de single eindelijk fysiek was uitgebracht, werd het nummer In de Mega Top 100 de tweede hit in de geschiedenis om van niets op 1 binnen te komen.
In 2001 won U2 een Grammy Award voor Song of the Year voor het nummer.

## Always
Oorspronkelijk heette het nummer Always. Tijdens een opname-sessie riep zanger Bono zomaar It's a beautiful day!, waarna de band het nummer zou hebben herschreven. Always werd vervolgens enkele malen als B-kant uitgebracht, en is tevens te vinden op de ep 7.
Bono stelt dat het nummer Beautiful day over een man gaat die alles verloren heeft, maar plezier vindt in de dingen die hij nog wel heeft.
Het nummer is een optimistisch lied dat begint met de klanken van een drummachine en een sequencer. De coupletten zijn relatief rustig waarna de gitaarpartij van gitarist The Edge erbij komen om de melodie van het refrein te spelen.

## Tijdens live-optredens
Sinds het eerste optreden van de Elevation Tour op 24 maart 2001 in Miami is Beautiful Day op ieder concert tijdens een tour gespeeld. Ook tijdens veel andere optredens die los van de tour staan wordt het vaak gespeeld. Tijdens de Elevation Tour werd het meestal als tweede nummer gespeeld, op enkele concerten na. Bij de Vertigo Tour werd het in de eerste helft van de set gespeeld. Het nummer werd ook gedaan, naast Vertigo en One in het Hyde Park in Londen tijdens de Live 8 concerten.
De originele versie Always is nooit live gespeeld.

## Tracklist
Versie 1:
1. Beautiful day - 4:09
2. "Summer Rain" - 4:08
3. "Always" - 3:46

Versie 2:
1. "Beautiful day" - 4:09
2. "Discothèque" [Live from Mexico City (3 december 1997)] - 5:09
3. "If you wear that velvet dress" [Live from Mexico City (3 december 1997)] - 2:42

| Beautiful Day in de Nederlandse Top 40 | Beautiful Day in de Nederlandse Top 40 | Beautiful Day in de Nederlandse Top 40 | Beautiful Day in de Nederlandse Top 40 | Beautiful Day in de Nederlandse Top 40 | Beautiful Day in de Nederlandse Top 40 | Beautiful Day in de Nederlandse Top 40 | Beautiful Day in de Nederlandse Top 40 | Beautiful Day in de Nederlandse Top 40 | Beautiful Day in de Nederlandse Top 40 | Beautiful Day in de Nederlandse Top 40 | Beautiful Day in de Nederlandse Top 40 | Beautiful Day in de Nederlandse Top 40 | Beautiful Day in de Nederlandse Top 40 | Beautiful Day in de Nederlandse Top 40 | Beautiful Day in de Nederlandse Top 40 | Beautiful Day in de Nederlandse Top 40 | Beautiful Day in de Nederlandse Top 40 | Beautiful Day in de Nederlandse Top 40 |
| Week                                   | 1                                      | 2                                      | 3                                      | 4                                      | 5                                      | 6                                      | 7                                      | 8                                      | 9                                      | 10                                     | 11                                     | 12                                     | 13                                     | 14                                     | 15                                     | 16                                     | 17                                     |                                        |
| -------------------------------------- | -------------------------------------- | -------------------------------------- | -------------------------------------- | -------------------------------------- | -------------------------------------- | -------------------------------------- | -------------------------------------- | -------------------------------------- | -------------------------------------- | -------------------------------------- | -------------------------------------- | -------------------------------------- | -------------------------------------- | -------------------------------------- | -------------------------------------- | -------------------------------------- | -------------------------------------- | -------------------------------------- |
| Nummer                                 | 32                                     | 28                                     | 18                                     | 18                                     | 1                                      | 1                                      | 2                                      | 5                                      | 8                                      | 11                                     | 12                                     | 19                                     | 21                                     | 18                                     | 19                                     | 30                                     | 37                                     | uit                                    |

| Nummer | 1 | 1 | 3 | 5 | 10 | 16 | 26 | 29 | 30 | 39 | 53 | 61 | 73 | 80 | uit |

#### NPO Radio 2 Top 2000
| Nummer met noteringen in de NPO Radio 2 Top 2000 | '03 | '04 | '05 | '06 | '07 | '08 | '09 | '10 | '11 | '12 | '13 | '14 | '15 | '16 | '17 | '18 | '19 | '20 | '21 | '22 | '23 | '24 |
| ------------------------------------------------ | --- | --- | --- | --- | --- | --- | --- | --- | --- | --- | --- | --- | --- | --- | --- | --- | --- | --- | --- | --- | --- | --- |
| Beautiful Day                                    | 807 | 71  | 54  | 59  | 262 | 121 | 118 | 137 | 121 | 96  | 139 | 182 | 191 | 184 | 208 | 201 | 223 | 204 | 253 | 307 | 297 | 231 |

1. ↑  Een vetgedrukt getal geeft de hoogste notering aan.
2. ↑  2003 was het eerste jaar met een notering voor dit nummer.